# Wierzbica (dopływ Skrwy)
Wierzbica – rzeka, lewy dopływ Skrwy o długości 33,38 km i powierzchni 122,1 km². Płynie w głębokiej dolinie na 20 m, deniwelacja terenu wynosi do 70 m.